# Премия XBIZ кроссовер-звезде года
Премия XBIZ кроссовер-звезде года (англ. XBIZ Award for Crossover Star of the Year) — ежегодная награда в области порноиндустрии, вручавшаяся компанией XBIZ. Учреждена в 2007 году под названием «Кроссовер-продвижение года» (англ. Crossover Move of the Year). В 2008 году награда была переименована и разделена на отдельные категории для мужчин и женщин. Начиная с 2009 года, разделение на отдельные категории было убрано.

## Лауреаты и номинанты

### 2000-е годы
| Церемония/Год | Фото лауреата | Лауреат                                 | Номинанты |
| ------------- | ------------- | --------------------------------------- | --- |
| 5-я (2007)    |               | Джоанна Энджел                          | Мэри Кэри Саванна Сэмсон Arrow Productions (Deep Throat) Digital Playground SugarDVD Wicked Pictures                                                                                                   |
| 6-я (2008)    |               | Сторми Дэниелс (ж, I) Эван Сайнфелд (м) | |
| 7-я (2009)    |               | Тера Патрик                             | Дженна Джеймсон Джесси Джейн Джоанна Энджел Кэти Морган Мэри Кэри Рон Джереми Саша Грей Сторми Дэниелс актёрский состав фильма My Bare Lady 2 (Брук Хейвен, Вероника Рэйн, Кейси Паркер и Санни Леоне) |

### 2010-е годы
| Церемония/Год | Фото лауреата | Лауреат             | Номинанты |
| ------------- | ------------- | ------------------- | --- |
| 8-я (2010)    |               | Саша Грей           | Лиза Энн Майкл Лукас Никки Бенц Рон Джереми Сторми Дэниелс Тера Патрик |
| 9-я (2011)    |               | Райли Стил          | Бри Олсон Кацуни Мистер Маркус Никки Бенц Пенни Флейм Санни Леоне Саша Грей Сторми Дэниелс Томми Ганн                                                                           |
| 10-я (2012)   |               | Кацуни              | Алана Эванс Алексис Тексас Бри Олсон Бриттани Эндрюс Дженна Хейз Джесси Джейн Джессика Дрейк Дэн Лил Индия Саммер Кайден Кросс Кейран Ли Элли Хейз Энджи Сэвидж Энди Сан Димас  |
| 11-я (2013)   |               | Джеймс Дин (I)      | Бриттани Эндрюс Джесси Эндрюс Джессика Дрейк Джоанна Энджел Кейран Ли Никки Бенц Рон Джереми Санни Леоне Трина Майклз                                                           |
| 12-я (2014)   |               | Джеймс Дин (II)     | Бриттани Эндрюс Джесси Джейн Джесси Эндрюс Джессика Дрейк Кристи Мак Лиза Энн Никки Бенц Никки Феникс Нина Мерседес Прия Рай Рокко Сиффреди Санни Леоне Стоя Хелли Мэй Хеллфайр |
| 13-я (2015)   |               | Никки Бенц          | Аса Акира Бель Нокс Джеймс Дин Джесси Эндрюс Джессика Дрейк Дэн Лил Кайден Кросс Лиза Энн Ник Мэннинг Никки Феникс Райли Рид Санни Леоне Стоя Томми Ганн                        |
| 14-я (2016)   |               | Лиза Энн            | Бак Энджел Джеймс Дин Джессика Дрейк Кайден Кросс Начо Видаль Никки Феникс Рокко Сиффреди Рон Джереми Стоя                                                                      |
| 15-я (2017)   |               | Дэни Дэниелс        | Аса Акира Бретт Росси Джессика Дрейк Джиз Ли Дэн Лил Никки Феникс Рокко Сиффреди Скин Даймонд Эла Дарлинг                                                                       |
| 16-я (2018)   |               | Эла Дарлинг         | Бак Энджел Бретт Росси Джессика Дрейк Дэн Лил Дэни Дэниелс Кайден Кросс Обри Кейт Таша Рейн Шарлотта Стокли                                                                     |
| 17-я (2019)   |               | Сторми Дэниелс (II) | Аса Акира Бренна Спаркс Джесси Джонс Джессика Дрейк Джинджер Бэнкс Джоанна Энджел Дэни Дэниелс Таша Рейн Эла Дарлинг                                                            |

### 2020-е годы
| Церемония/Год | Фото лауреата | Лауреат       | Номинанты                                           |
| ------------- | ------------- | ------------- | --------------------------------------------------- |
| 18-я (2020)   |               | Мейтленд Уорд | Алана Эванс Джессика Дрейк Райли Рид Сторми Дэниелс |